# De Wilck
De Wilck is een ruim 120 hectare groot veenweide-natuurgebied in de Nederlandse provincie Zuid-Holland. De naam is afkomstig van een veenriviertje dat hier vroeger stroomde, de Wilck.
Het is een open landschap met veel weilanden en sloten. Vanwege de aantrekkelijkheid van het gebied voor vogels is De Wilck sinds het jaar 2000 een Europees Vogelrichtlijngebied en sinds 2009 ook een Natura 2000-gebied. Onder andere de smient en de kleine zwaan komen er voor. Het gebied is, op een klein paadje aan de noordrand na, niet toegankelijk voor het publiek.
De Hogesnelheidslijn Schiphol - Antwerpen loopt in de Groene Harttunnel onder het gebied.